# Penthesilenula sphagna
Penthesilenula sphagna är en kräftdjursart som först beskrevs av Barclay 1968.  Penthesilenula sphagna ingår i släktet Penthesilenula och familjen Darwinulidae. Inga underarter finns listade i Catalogue of Life.